# パク・ウンシル
パク・ウンシル（英語: Pak Un Sil、1972年7月21日 - ）は、北朝鮮出身の男性フィギュアスケート選手（アイスダンス）。パートナーはリョ・グヮンホ。
1992年アルベールビルオリンピック北朝鮮代表。北朝鮮代表として史上初めてアイスダンス競技でオリンピック出場を果たす。

## 主な戦績
| 大会/年          | 1991-92 |
| ---------------- | ------- |
| 冬季オリンピック | 19      |